# 95 Ceti
95 Ceti är en gul underjätte i stjärnbilden Valfisken.
95 Ceti har visuell magnitud +8,43 och kräver fältkikare för att kunna observeras. Den befinner sig på ett avstånd av ungefär 220 ljusår.